# Baron Aberconway

Wappen der Barone Aberconway

Baron Aberconway, of Bodnant in the County of Denbigh, ist ein erblicher britischer Adelstitel in der Peerage of the United Kingdom. Der Name des Titels leitet sich von Aberconwy ab, dem alten walisischen Namen der heutigen Stadt Conwy.

## Verleihung und nachgeordnete Titel
Der Titel wurde am 21. Juni 1911 für den Industriellen und liberalen Politiker Sir Charles McLaren, 1. Baronet, geschaffen. Bereits am 8. August 1902 war ihm in der Baronetage of the United Kingdom der Titel Baronet, of Bodnant in the Parish of Eglwysbach in the County of Denbigh, Gwylgre in the Parish of Llauasa in the County of Flint, and Hilders in the Parish of Shottermill in the County of Surrey, verliehen worden, der seither als nachgeordneter Titel der Baronie geführt wird.

## Liste der Barone Aberconway (1911)
- Charles McLaren, 1. Baron Aberconway (1850–1934)
- Henry McLaren, 2. Baron Aberconway (1879–1953)
- Charles McLaren, 3. Baron Aberconway (1913–2003)
- Henry McLaren, 4. Baron Aberconway (* 1948)

Titelerbe (Heir Apparent) ist der Sohn des aktuellen Titelinhabers, Charles McLaren (* 1984).